# Battaglia di Benevento (214 a.C.)
La battaglia di Benevento venne combattuta nel 214 a.C. fra l'esercito cartaginese, condotto da Annone, e quello romano, condotto dal proconsole Tiberio Sempronio Gracco. Fu il primo scontro avvenuto non molto distante dalla città di Beneventum nel corso della seconda guerra punica, e si concluse a favore dei Romani.

## Contesto storico
Dopo la schiacciante vittoria a Canne (216 a.C.), Annibale raggiunse i primi importanti risultati politico-strategici. Alcuni centri cominciarono a abbandonare i Romani, come Campani, Atellani, Calatini, parte dell'Apulia, i Sanniti (ad esclusione dei Pentri), tutti i Bruzi, i Lucani, gli Uzentini e quasi tutto il litorale greco, i Tarentini, quelli di Metaponto, di Crotone, di Locri e tutti i Galli cisalpini, e poi Compsa, insieme agli Irpini. Annibale, con il grosso dell'esercito, si diresse in Campania dove riuscì ad ottenere dopo una serie di trattative la defezione di Capua che a quell'epoca era ancora, per importanza, la seconda città della penisola, dopo Roma.

### Casus belli
Condotte a termine le cerimonie propiziatorie, i nuovi consoli Quinto Fabio Massimo Verrucoso e Marco Claudio Marcello del 214 a.C., relazionarono il Senato sulla situazione della guerra, sulla consistenza delle forze militari e sulla dislocazione delle truppe. Alla fine venne decretato di condurre la guerra con 18 legioni complessive, arruolandone 6 nuove. In seguito a questi preparativi, gli abitanti di Capua, presi dalla paura, inviarono ambasciatori ad Annibale per pregarlo di tornare presso la loro città. Il condottiero cartaginese pensò che fosse il caso di affrettarsi, affinché i Romani non ne prevenissero le mosse e, partito da Arpi, pose il campo sopra la città sul Monte Tifata nei vecchi alloggiamenti. Qui vennero lasciati i Numidi e gli Ispanici a difesa degli accampamenti e della città, mentre con il resto dell'esercito Annibale si diresse al lago d'Averno, col pretesto di farvi un sacrificio. In realtà egli aveva in mente di attaccare il presidio romano di Puteoli.
Fabio, quando venne a sapere che Annibale era partito da Arpi e tornava in Campania, marciò notte e giorno e si ricongiunse al suo esercito. Inviò quindi un dispaccio a Tiberio Gracco, perché muovesse le truppe da Luceria a Beneventum, ed al figlio, il pretore Quinto Fabio, ordinò di partire per l'Apulia e sostituirvi Gracco. Contemporaneamente tutti i pretori partirono per le destinazioni concordate con decreto del senato.
E mentre il console Fabio Massimo giungeva a Casilinum, pronto ad assaltarla, ora che era occupata da una guarnigione cartaginese; giunsero insieme nei pressi di Beneventum, quasi si fossero accordati, il comandante cartaginese Annone, proveniente dal paese dei Bruzi, e il proconsole Tiberio Gracco, da Lucera.
Tiberio, inizialmente entrò in Benevento, poi quando venne a sapere che Annone si trovava a tre miglia dalla città, accampato presso il fiume Calore, e che saccheggiava il territorio circostante, uscì dalle mura e mosse contro il nemico, accampandosi a mille passi (1,5 km). Tenne quindi un discorso (adlocutio) alle truppe riunite. Le sue legioni erano per la maggior parte composte da schiavi arruolati (volones) già da due anni, che avevano preferito meritarsi la libertà con il silenzio, piuttosto che chiederla apertamente. Tuttavia il loro comandante, accortosi che nella sua armata serpeggiava un movimento di protesta, aveva deciso di scrivere al senato per chiedere come dovesse comportarsi, dopo aver elogiato lungamente i suoi soldati per la loro opera utile e coraggiosa. Il senato aveva accordato al comandante romano la facoltà di fare ciò che ritenesse più opportuno per il pubblico interesse. Tiberio, allora, prima che iniziasse la battaglia, decise di annunciare ai soldati che era giunto il momento di conseguire quella libertà tanto sperata. Promise che, tutti coloro che avessero riportato la testa di un nemico, avrebbero ottenuto immediatamente la libertà; tutti coloro che avessero abbandonato la posizione, sarebbero stati puniti col supplizio degli schiavi.
(Livio, XXIV, 14.9-10.)

## Battaglia

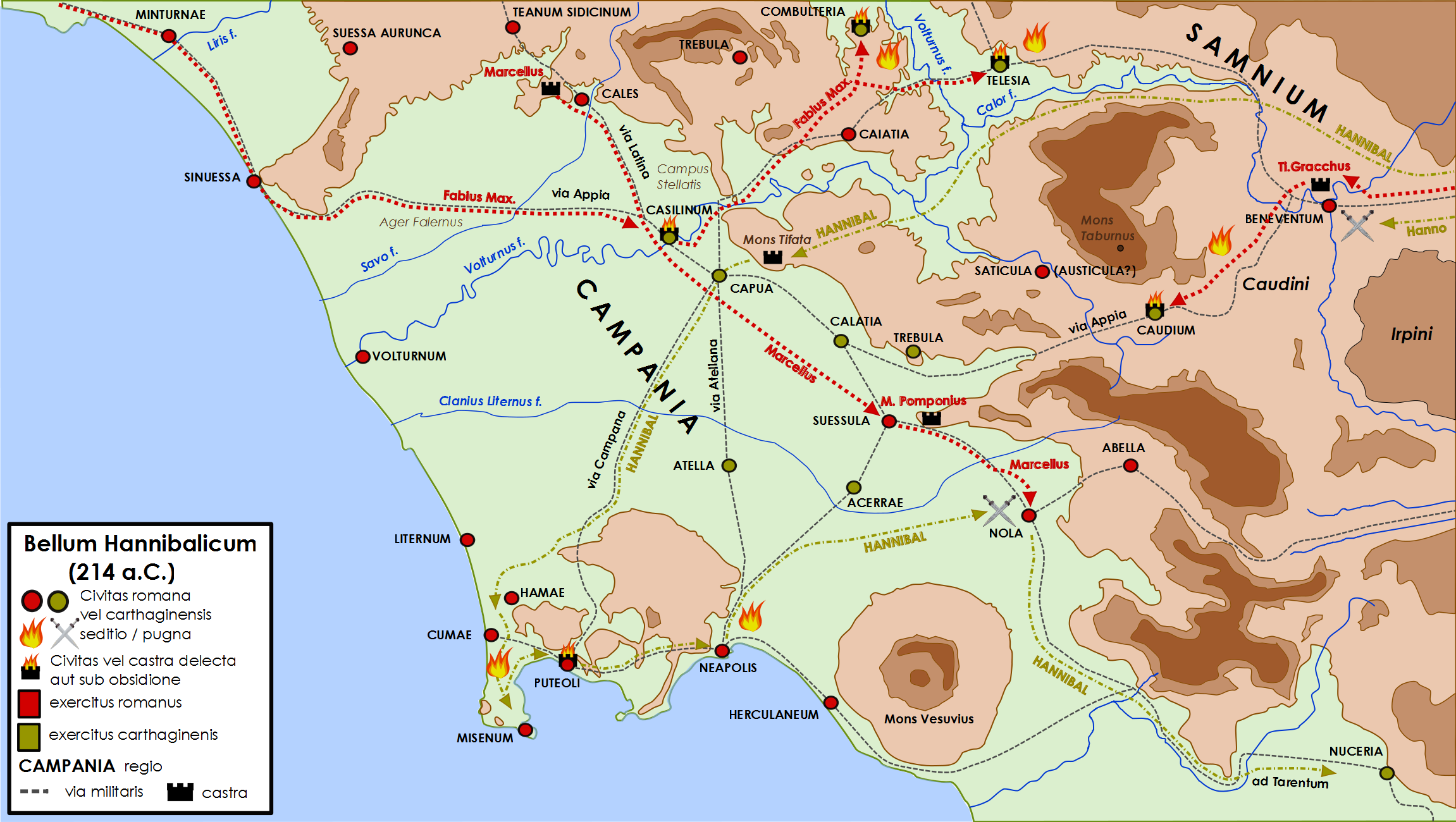
Campagna di Annibale in Campania 214 a.C.

Il giorno successivo, appena furono dati i primi segnali con le trombe, le reclute degli schiavi furono le prime a radunarsi presso il praetorium. Appena sorta l'alba, Gracco condusse le sue truppe fuori dal campo e le dispose sul campo di battaglia. Il contingente nemico, anch'esso pronto ad affrontare i Romani, era composto da 17 000 fanti, in maggioranza Bruzi e Lucani, e 1 200 cavalieri, tra i quali vi erano pochi Italici, e dove erano in prevalenza Numidi e Mauri.
La battaglia fu accanita e lunga. Per quattro ore l'esito risultò incerto. Non appena un romano uccideva un nemico, per prima cosa cercava a fatica di mozzargli il capo, nel mezzo del tumulto della battaglia. Questo faceva sì che i più valorosi si trovassero impediti a continuare il combattimento, poiché con una mano reggevano la testa mozzata del nemico. Quando il comandante romano venne a conoscenza di questo fatto, ordinò ai tribuni di dare subito il segnale affinché i soldati gettassero le teste e combattessero con le spade, tornando ad assalire il nemico. La prova di valore che avevano ormai dato era eccezionale, tanto che sarebbe stata certamente concessa la libertà.
Si riaccese così la battaglia e contro i Cartaginesi venne inviata la cavalleria, che venne affrontata da quella numida. Anche qui lo scontro si rivelò estremamente violento ed equilibrato. Alla fine Gracco dichiarò apertamente che sarebbe stato inutile concedere loro la libertà se questi fossero stati sconfitti e messi in fuga.
(Livio, XXIV, 16.1.)
Primi a farne le spese furono gli antesignani dei Cartaginesi, poi vennero rovesciate le insegne, ed infine l'intero schieramento venne respinto. Subito dopo i Cartaginesi volsero le spalle e fuggirono verso il loro accampamento. I Romani giunti anche loro nel campo nemico, compirono una vera e propria strage, grazie anche all'aiuto di prigionieri romani che, afferrata in quello scompiglio un'arma, irruppero alle spalle del nemico, li tagliarono a pezzi e ne impedirono la fuga.

## Conclusioni
Dell'esercito cartaginese Tito Livio racconta che ne rimasero solo 2 000, la maggior parte cavalieri. Tutti gli altri vennero uccisi o fatti prigionieri. Vennero inoltre catturate 38 insegne. Dei Romani caddero solo duemila soldati.
I Romani fecero quindi ritorno in città, a parte 4 000 schiavi volontari che avendo combattuto poco coraggiosamente, e non avendo fatto irruzione nel campo cartaginese, si rifugiarono sopra un colle, per timore delle punizioni. Il giorno seguente, obbligati dai tribuni e scendere da quella posizione elevata, vennero perdonati da Gracco, il quale decise di concedere a tutti i volones la libertà, facendo voto che ciò portasse bene, gioia e fortuna alla Repubblica e a loro stessi.
Gracco diede il segnale ai soldati vittoriosi di raccogliere tutti i loro bagagli (impedimenta) e di fare ritorno in città, dove furono accolti da una folla festante, che abbracciandoli e congratulandosi con loro, li invitava nelle loro case. Vennero quindi allestiti banchetti per tutti nell'atrio delle abitazioni a cui parteciparono anche i soldati romani. Gli schiavi volontari (volones) banchettarono col capo coperto da un pileo o avvolto in una fascia di lana bianca. Lo spettacolo apparve così piacevole che Gracco, una volta tornato a Roma, fece dipingere una rappresentazione di quel giorno nel Tempio della Libertà, che suo padre aveva fatto costruire sull'Aventino quando era edile.